# كيتزيا آلون
كيتزيا آلون (بالعبرية: קציעה עלון؛ وُلدت في عام 1971) هي مدرّسة أكاديمية وناشطة اجتماعية إسرائيلية، ناشطة نسوية، ناقدة أدبية، وصاحبة دار جاما للنشر. وهي واحدة من مؤسسي حركة آوتي للنساء في إسرائيل.
كانت آلون أحد أفراد هيئة تحرير المجلة الأدبية (النقد والمراجعة)، وكانت رئيسة برنامج دراسات النوع الاجتماعي في كلية بيت بيرل.

## السيرة الذاتية
وُلدت ألون في القدس عام 1971. أنهت دراستها الجامعية في تاريخ الفن والتواصل في الجامعة العبرية. ركزت في دراستها المُعدة لنيل درجة الماجستير على العلاقات بين اليهود والمسيحيين، ونالت شهادة الدكتوراه عن بحث في الأدب العبري.
درّست آلون خلال مسيرتها الأكاديمية في الجامعة المفتوحة وجامعة بن غوريون، وكانت رئيسة قسم دراسات النوع الاجتماعي في كلية بيت بيرل.
تعتبر آلون ناشطة ومؤسسة لحركة مزراي النسوية التي كانت بدايتها في المؤتمر النسوي العاشر عام 1994 في غيفات حفيفا، حيث أدت المواجهة بين حركة مزراي النسوية وحركة أشكينازي إلى شرخ كبير في الحركة النسوية. شاركت آلون بعد ذلك في تأسيس حركة مزراي وحركة أوتي للنساء في إسرائيل.

## كتاباتها
ركزت كتابات آلون على مفاهيم اليهود المزراحيين. حيث كتبت عن القيم الاجتماعية والثقافية والسياسية للمزراحيين من خلال تقديم الشعر والفن والمقالات التي كتبها اليهود المزراحيون، حيث قامت بتحليلها وشرحها. كانت مهتمة بشكل خاص بنقاط تلاقي الحركة النسائية ومفاهيم المزراحية، والتي قامت بشرحها في الكتاب الذي كتبته بمساعدة شولا كيشيت تحت عنوان (كسر الجدران).
قارنت آلون في بحثها ووضحت الانقسام بين الأشكناز والمزراح في الماضي والحاضر، ووضحت الانقسامات الاجتماعية والسياسية الأخرى في إسرائيل مثل تلك التي بين اليهود والعرب، المتدينين والعلمانيين، السياسيين من اليسار واليمين، الأغنياء والفقراء، الرجال والنساء. أشارت آلون إلى الطريقة التي يسبب بها مفهوم المزراحيين إزعاجًا حيث أنه يلغي تقسيمات الهوية مثل اليهود والعرب وذلك لأن المزراحيون هم غالبًا من اليهود العرب.
تقول آلون أنها لا تستطيع قبول التفرقة الاجتماعية التي نشأت في المجتمع الإسرائيلي بسبب الأشكناز والمزراحيين، مدعية أن المزراحيين يرفضون تصنيفهم بشكل منفصل عن غيرهم، كما رفضت محاولة الفصل بين الرجال والنساء بهذه الطريقة.